# Tito Manlio Torcuato (cónsul 299 a. C.)
Tito Manlio Torcuato (en latín Titus Manlius Torquatus) fue elegido cónsul de la República Romana en 299 a. C. junto al plebeyo Marco Fulvio Petino como colega consular. Probablemente es hijo del mismo nombre, el cual fue ejecutado por su padre Tito Manlio Imperioso Torcuato, por desobedecer sus órdenes.
Según Tito Livio, Tito Manlio murió de una caída de su caballo, cuando preparaba a sus tropas para marchar hacia Etruria.

Justo cuando el cónsul Tito Manlio estaba preparado para entrar en las tierras del enemigo, mientras realizaba ejercicios con su montura probando su velocidad, cayó del caballo y casi murió en el suelo. Sin embargo el valiente cónsul aguantó tres días y entre terribles dolores, murió

## Orígenes familiares
La gens Manlia era una de las familias más antiguas y distinguidas de la República Romana. El primer Manlio que ocupó el consulado fue Cneo Manlio Cincinato en 480 a. C., sólo cuatro años después de que el primer Fabio ejerciera el mismo cargo. La familia incluía cónsules importantes como Marco Manlio Capitolino, que ocupó el consulado a principios del Siglo IV a. C. o Tito Manlio Imperioso Torcuato, que ocupó el consulado en tres ocasiones (347 a. C., 344 a. C. y 340 a. C.). Tito descendía de este último, famoso por sus éxitos militares aunque también por la ejecución de su hijo por violar sus normas de disciplina. No está claro si Aulo Manlio Torcuato Ático, cónsul en 244 a. C. y Tito Manlio Torcuato, cónsul en 235 a. C. y 224 a. C. son sus hijos u otros parientes más lejanos.